# Roberto Lavagna
Roberto Lavagna (Buenos Aires, 24 de março de 1942) é um economista argentino. Formou-se em Economia na Universidade de Buenos Aires. Foi Ministro da Economia argentina entre abril de 2002 e janeiro de 2005, Lavagna liderou a recuperação econômica da Argentina após a pior crise de sua história.
Deixou o cargo devido a um forte enfrentamento com o presidente Néstor Kirchner.
Foi candidato à presidência argentina em 2007 e em 2019.